# Градац (Хорватия)
Градац (хорв. Gradac) — община и населённый пункт в Хорватии.
Община Градац находится в южной части Хорватии, в Сплитско-Далматинской жупании. Община располагается в 42 км от города Макарска и в 13 км от Плоче.

## История
Район общины Градац был заселён ещё в доисторические времена. В этом районе были найдены многочисленные каменные курганы, датируемые бронзовым и ранним железным веками. В римские времена на этом месте скорее всего находился цивитас Бистон, который в качестве прибрежного центра принадлежал колонии Нарона, важной римской крепости на территории нынешней Хорватии.
В местечке Градина был найден фрагмент карниза монументального здания II—III веков, а также фрагменты римских монет. Рядом с отелем «Лагуна» было обнаружено множество захоронений, поэтому считается, что на этом месте когда-то находился римский некрополь.
Средневековый город Лапчан или Лабинац, под названием Labineca упомянутый византийским императором Константином VII Багрянородным в середине X века, был расположен на территории современного Градаца.
Под своим нынешним названием Градац впервые упоминается в 1649 году. Он был назван в честь крепости, расположенной на возвышении над современной церковью святого Михаила и построенной, вероятно, во время Критской войны (1645—1669) для защиты от турок. На рисунке, сделанном венецианским военным инженером и картографом Джузеппе Сантини, изобразившего морские и сухопутные сражения между венецианцами и османами в Градаце в 1666 году, крепость изображена в огне.

## География
В состав общины входят следующие населённые пункты (данные о населении на 2011 год):
- Брист[хорв.] — 400 чел.
- Градац — 1 308 чел.
- Дрвеник — 494 чел.
- Заострог[хорв.] — 330 чел.
- Подаца[хорв.] — 729 чел.

Все они расположены на побережье Адриатического моря и относятся к курортному региону Макарска ривьера.

## Демография
Население общины составляет 3 261 человек по переписи 2011 года. Национальный состав выглядит следующим образом:
- 94,11 % хорваты
- 2,02 % сербы
- 1,32 % босняки[6]

## Достопримечательности
В Градаце расположена церковь святого Михаила в стиле позднего барокко и каменная башня XVII века.